# Harijesy Razafindramahatra
Harijesy Razafindramahatra (ur. 5 stycznia 1977) – madagaskarska pływaczka, uczestniczka igrzysk olimpijskich.
Reprezentowała Madagaskar na Letnich Igrzyskach Olimpijskich 1996 odbywających się w Atalancie. W eliminacjach na 100 m stylem grzbietowym osiągnęła czas 1:13,83, który nie premiował awansu do finału i był najsłabszym rezultatem podczas olimpijskiej rywalizacji w tej konkurencji.